# Špiljani
Pour les articles homonymes, voir Spiljani.
Špiljani (en serbe cyrillique : Шпиљани) est un village de Serbie situé dans la municipalité de Tutin, district de Raška. Au recensement de 2011, il comptait 292 habitants.

## Démographie
| 1948 | 1953 | 1961 | 1971 | 1981 | 1991 | 2002 | 2011 |
| ---- | ---- | ---- | ---- | ---- | ---- | ---- | ---- |
| 223  | 259  | 279  | 254  | 266  | 252  | 223  | 292  |

|  |